# 구름의 노래
《구름의 노래》는 대한민국의 웹툰이다. 2009년 4월 6일부터 2010년 6월 28일까지 작가 호랑이 네이버 웹툰에 연재하였다. 각기 다른 인생을 살던 다섯명의 남녀들이 우연한 계기로 만난후 공통적인 관심사였던 음악을 함께하기 위해 '더 클라우드'라는 밴드를 결성하면서 벌어지는 옴니버스 성장스토리다. 

## 등장인물
- 가연 (17세)

더 클라우드 보컬.
가수가 꿈이지만 공부에 찌들어 살고있다. 어느날 충동적으로 가출을 해서 공원 벤치에서 잠이 들었다가 낯선집에서 깨어난다. 그후 집주인 여자와 동거를 시작했지만 두달후 그녀는 폐암증세가 심해지면서 죽어버렸고 가출생활도 막을 내린다. 하지만 엄마에게 당당히 가수가 하고싶다고 말했고 이후 학교까지 자퇴한 뒤 우연히 만난 피아니스트 재희와 밴드를 결성하기로 하고 사람을 끌어모으기 시작한다. 사람이 늘어난 밴드는 나날이 번창했고 데뷔 이례 처음으로 단독콘서트까지 열게 되지만 공연 이틀을 앞두고 재희가 도망가버리자 아예 끌고 나와버리겠다는 심산으로 직접 폴란드까지 날아가 그를 데려오는데 성공한다.
- 재희 (22세)

더 클라우드 건반&리더.
피아니스트. 과거 삼풍백화점 붕괴 사고로 눈앞에서 엄마를 잃었고 오랜 시간 매몰 현장에 갇혀있다 구조된 끔찍한 기억을 가졌다. 이후 죽은 엄마아빠가 보이는 환각증세에 시달리게 되고 어린 나이부터 또래 아이들과는 전혀 다른 시각을 가지게 됐다. 어느날 울면서 휴대폰을 빌려달라고 하는 가연을 만난 계기로 그녀와 안면이 트였고 이후 그녀와 함께하게 된다. 밴드내에서의 포지션은 건반과 음원작업. 이렇다 보니 실상 리더가 됐다. 이후 나날이 번창하는 밴드활동을 즐기며 평화롭게 보내던 어느날, 다니던 음대교수가 콩쿨참가명단에 멋대로 재희 이름을 올려버렸고 환각증세가 심해지면서 공연을 불과 이틀 남겨두고 폴란드로 날아가 버린다.
- 동우&민서

더 클라우드 드럼, 베이스
그룹내에서 밴드활동이 가장 많은 사람들이다. (재희도 연주무대를 많이 가지긴 했지만 피아노연주와 밴드는 엄연히 장르가 다르다.) 하지만 첫번째 밴드는 회사가 도산하면서 망해버렸고 두번째 밴드역시 보컬이 마약혐의로 구속되는 어처구니 없는 일로 인해 망해버린다. 이후 동우는 사이비 종교에 빠져버렸고 연인 민서는 그런 남자친구를 잔인하게 차버린다. 하지만 믿었던 목사가 야반도주한 일을 계기로 민서와는 다시 화해를 했고 재희의 권유로 밴드일에 정식으로 합류한다.
- 혁

前 foxcity 기타 → 現 더 클라우드 기타
유명연예기획사 제로엔터테이먼트 연습생 출신. 하지만 짜고치는 고스톱 프로그램을 만들면서까지 연습생들의 재능과 가치를 뜨기위한 도구로밖에 사용할줄 모르는 소속사의 행태에 화가나 생방송 인터뷰 자리에서 모든걸 실토하고 회사에서 쫓겨난다. 이후 더 클라우드의 대기실에 무단침입한 사건을 계기로 그들과 하나가 된다.
- 아영 (33세)

술집 마담
어릴때는 의상디자이너라는 꿈을 가진 평범한 소녀였지만 엄마가 이혼하고 다른 남자와 살림을 차리는걸 본 이후에는 술집에서 일을 하고 담배를 입에 달고살며 삐뚤어지기 시작했다. 병원에서 폐암선고를 받은 뒤 공원 벤치에 앉아 생각에 잠겨있다가 맞은편 자리에 앉아 잠이 든 가연을 데려왔고 그녀와 함께산것도 동변상련을 느꼈기 때문. 하지만 동거생활 두달만에 폐암 증세가 심해져 세상을 떠나게 된다. 일상에 휘둘리는 가연을 바꿔놓은 장본인.